# Stanisław Kunicki
Stanisław Kunicki, född 6 juni 1861 i Tiflis, död 28 januari 1886 i Warszawa, var en polsk socialist och revolutionär aktivist.

## Biografi
Stanisław Kunicki föddes i en aristokratisk familj med en polsk far och georgisk mor. Han studerade i Sankt Petersburg och anslöt sig där till Narodnaja volja och en socialrevolutionär studentgrupp. År 1883 blev Kunicki medlem i partiet Proletariat och invaldes tillsammans med bland andra Tadeusz Rechniewski i dess centralkommitté. Flera kvinnor var framstående i Proletariat, bland andra Maria Bohuszewiczówna och Maria Jankowska. För sin revolutionära aktivism, vilken inbegrep terrordåd, greps Kunicki den 28 juni 1884 och dömdes till döden. Stanisław Kunicki avrättades genom hängning i Warszawas citadell den 28 januari 1886.